# (4436) Ortizmoreno
(4436) Ortizmoreno – planetoida z zewnętrznej części głównego pasa planetoid okrążająca Słońce w ciągu 5,86 lat w średniej odległości 3,25 au. Odkrył ją Ewan Barr 9 marca 1983 roku w Stacji Anderson Mesa należącej do Lowell Observatory. Została nazwana na cześć José Luisa Ortiza Moreno – planetologa w Instituto de Astrofísica de Andalucía w Grenadzie (ur. 1967).